# Eleocharis cylindrica
Eleocharis cylindrica är en halvgräsart som beskrevs av Samuel Botsford Buckley. Eleocharis cylindrica ingår i släktet småsäv, och familjen halvgräs. Inga underarter finns listade i Catalogue of Life.